# Jądro czopowate

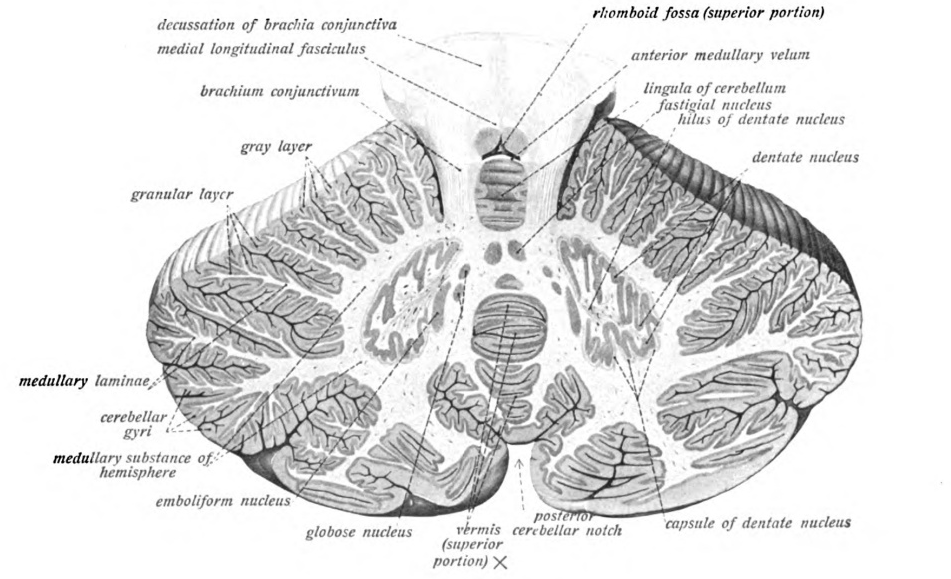
Przekrój móżdżku, jądro czopowate podpisane emboliform nucleus

Jądro czopowate (łac. nucleus emboliformis, ang. emboliform nucleus) – jedno z czterech jąder móżdżku u człowieka. Oprócz niego w móżdżku znajdują się: jądro zębate, jądro wierzchu i jądro kulkowate. U innych ssaków zamiast czterech jąder móżdżku wyróżnia się trzy, jądru czopowatemu i jądru kulkowatemu odpowiada jądro wsunięte.  
Położone jest przyśrodkowo w stosunku do jądra zębatego oraz bocznie do jądra kulkowatego. Kształtem przypomina maczugę. Wymiar strzałkowy 12–16 mm, poprzeczny w najcieńszej części 0,2-0,5 mm, w najgrubszej 3–4 mm. Komórki budujące to jądro są podobne do komórek budujących jądro zębate. Wyróżnia się komórki główne i dodatkowe, które występują w znacznie mniejszej ilości niż w jądrze zębatym. Połączenia aksonalne komórek głównych biegną głównie do konara górnego móżdżku.